# Detective Conan - ...e le stelle stanno a guardare
Detective Conan - ... e le stelle stanno a guardare (名探偵コナン 漆黒の追跡者（チェイサー）?, Meitantei Konan - Shikkoku no cheisā, lett. "Detective Conan - L'inseguitore corvino"), conosciuto anche con il titolo internazionale Detective Conan: The Raven Chaser, è un  film d'animazione del 2009 diretto da Yasuichirō Yamamoto.
Si tratta del tredicesimo film dedicato alla serie anime Detective Conan, uscito in Giappone il 18 aprile 2009.

## Trama
Una notte d'estate, mentre sta dormendo, Conan ha un terribile incubo, in cui sogna di essere stato scoperto dall'organizzazione degli uomini in nero. Viene quindi catturato da Gin nell'agenzia investigativa e Vodka si prepara ad uccidere Ran, una delle persone più vicine a lui. In preda al panico, Conan si sveglia di soprassalto e tira un sospiro di sollievo, ma ha un brutto presentimento, ben sapendo infatti che non potrà nascondersi al suo nemico mortale per sempre e quindi sono in pericolo tutte le persone che hanno avuto in qualche modo a che fare con lui.
Il giorno dopo, di buon mattino, Agasa porta Conan, Ai e i Detective Boys nella foresta di Beika per cercare degli scarabei. Qui il gruppo trova un insetto che ha le ali bloccate da due pezzi di nastro adesivo, posti a forma di "V", sul quale è riportata la scritta "open", ma lo prendono come uno scherzo di cattivo gusto e continuano la loro escursione.
Due giorni dopo, Kogoro viene convocato dalla polizia metropolitana per una consulenza speciale, poiché si sono verificati sei casi di omicidio in cinque prefetture che devono avere un collegamento. Sulla scena di ogni crimine è stata rinvenuta una tessera del mahjong, con uno dei pallini colorato di rosso, e dagli oggetti personali che ognuna delle vittime portava sempre dietro è stato sottratto un solo elemento. Inoltre le tessere del mahjong presentano delle lettere tagliate da una linea verticale disegnate sul retro. L'ultima vittima ha pronunciato le parole "Tanabata... Kyo" prima di morire. Le assurde deduzioni di Kogoro portano come sempre la polizia su una pista sbagliata.
Conan, che ha accompagnato Kogoro alla riunione con la polizia, sente l'ispettore Yamamura cantare la canzone Nanatsu no ko di ritorno dal bagno. L'ispettore spiega al piccolo detective di avere appena sentito qualcuno premere i tasti di un cellulare, sino a formare una melodia simile. Conan capisce quindi che in sala riunione era presente anche un infiltrato dell'organizzazione degli uomini in nero e fa appena in tempo a vederlo andare via con la macchina di Gin. Nel frattempo una persona insospettita dal suo comportamento si introduce nel sito della polizia per prelevare i dati relativi a Conan Edogawa.
Tre giorni dopo, durante le indagini sui casi di omicidio, l'ispettore Yamato trova un legame tra la prima vittima e un malvivente. Quando la polizia cerca di arrestarlo in un centro commerciale il criminale prende in ostaggio una donna. Conan riesce a stordire l'uomo con una pallonata, favorendone così la cattura. Il piccolo detective però è interessato all'ostaggio, perché ha notato che la donna era armata e, se avesse voluto, avrebbe potuto liberarsi facilmente. Conan capisce che la donna in questione è Vermouth e la smaschera nel parcheggio del centro commerciale. Vermouth rivela che una delle sei vittime degli omicidi era un NOC ("Non-official Cover", nel doppiaggio italiano ASC, "Agente sotto copertura") dell'organizzazione ed era in possesso di una memory card contenente i nomi di tutti gli altri NOC dell'organizzazione, che se la portava dietro come un'assicurazione. Inoltre la donna specifica che l'infiltrato alla riunione della polizia non era lei, bensì Irish. Lo scopo dell'organizzazione è quindi quello di recuperare la memory card che l'assassino ha inconsapevolmente sottratto assieme agli altri oggetti prelevati alle vittime prima che la polizia lo catturi e guardi dentro il database.
Nel frattempo la polizia riceve una segnalazione da una pittrice, che dice di avere un indizio per aiutarli ad identificare il colpevole. Tuttavia, quando Sato e Takagi si mettono in viaggio per raggiungere la donna, Chianti e Korn sparano alle gomme anteriori dell'auto dei due agenti per bloccarli quel tanto che basta. Gin e Vodka raggiungono per primi l'abitazione della pittrice, ma trovano tutta la casa sottosopra e la proprietaria deve essere stata rapita. Sato e Takagi raggiungono a loro volta l'appartamento, ma possono solo constatare che tutto è stato messo a soqquadro. Da alcuni indizi, Sato sospetta giustamente che ci sia un infiltrato nella polizia e non abbassa un attimo la guardia.
Irish riesce a scoprire la vera identità di Conan, confrontando le impronte prese su un lavoretto fatto dal ragazzino a scuola con quelle lasciate da Shinichi Kudo sul costume da cavaliere nero. Il giorno dopo, grazie ad Heiji, al quale però non dice nulla del suo nemico mortale per non metterlo in pericolo di vita, Conan riesce a capire qual è il collegamento tra le vittime. Tutte e sette, due anni prima, si trovavano a Kyoto, in occasione della festa di Tanabata, e alloggiavano nello stesso albergo. In seguito a un incendio le sette persone avevano utilizzato un ascensore per salvarsi, escludendo però una ragazza che, non potendo accedere all'unica via di fuga, era morta per inalazione di fumo. Conan intuisce inoltre che i pallini delle tessere del mahjong hanno una disposizione simile a quella delle stelle nella costellazione del Grande Carro. La prima vittima, cioè la persona che aveva escluso la ragazza dall'ascensore, aveva ricevuto la tessera con un solo pallino rosso, corrispondente alla stella polare. Mentre gli altri sei, che non lo avevano fermato e si erano resi complici del crimine, erano stati contrassegnati con la tessera da sette pallini, corrispondenti ad Alioth, Dubhe, Phecda, Alkaid, Mizar e Megrez nell'ordine in cui sono stati uccisi. Conan capisce quindi che c'è un'altra persona destinata a morire ed è proprio il fidanzato della ragazza, che vuole togliersi la vita perché non sopporta più la sua mancanza e si sente responsabile per il fatto di essere stato lontano dall'amata nel momento in cui era scoppiato l'incendio. Il piccolo detective nota inoltre che le sette persone sono state uccise in determinati punti della città che rispecchiano proprio la disposizione delle stelle del Grande Carro e della stella polare. L'ultima stella, quella di Merak, corrisponde alla Torre di Tokyo nel quartiere di Minato.
Nel frattempo i Detective Boys decidono di scoprire chi sta bloccando le ali degli scarabei nella foresta di Beika, sospettando che si tratti di una richiesta d'aiuto. Ai ed Agasa, avvertiti dai genitori dei ragazzi, si mettono sulle loro tracce. Quando Ai e il dottore raggiungono i ragazzi notano che all'interno di un capanno abbandonato vi è una persona armata. Il gruppo avverte Sato e Takagi, che decidono di fare una deviazione per aiutarli prima di raggiungere la torre di Tokyo. Conan e la polizia invece si recano direttamente nel luogo dove avverrà l'ultimo delitto. Anche Irish si trova nella torre e mette fuori gioco tutti gli agenti di polizia per poter agire indisturbato. Sonoko, che sta guardando un programma televisivo sulla festa di Tanabata, vede Conan entrare nell'edificio e avverte Ran.
Conan, sulla torre, parla con il fidanzato della ragazza e lo convince a non uccidersi per non liberare il vero assassino dalle sue colpe. Il piccolo detective, infatti, ha capito che a uccidere tutte e sette le persone è stato il fratello maggiore della ragazza, il quale voleva sfruttare il senso di colpa del ragazzo per vendicarsi, senza però ricadere nella rosa dei sospetti, ed aveva tenuto nascosto il fatto che in realtà la sorella era scesa volontariamente dall'ascensore per salvare le sette vittime. L'accusato reagisce male e, anziché accettare di costituirsi alla polizia siccome lo aspetta la pena di morte per omicidio plurimo, minaccia tutti con un coltello. A questo punto, però, interviene il sovrintendente Kiyonaga Matsumoto, che blocca il colpevole e lo tramortisce. Conan però tenta di colpire il sovrintendente con l'ago anestetico, perché ha capito che lui è Irish travestito, ma non riesce nel suo intento e colpisce accidentalmente il fidanzato della ragazza. Nel frattempo, Sato e Takagi fanno irruzione nel capanno e trovano il vero sovrintendente, legato e imbavagliato. Ai nota Vermouth scappare dalla foresta di Beika, dopo avere telefonato a Gin per avvertirlo che la copertura di Irish è saltata.
Irish recupera la memory card, che era nascosta all'interno dell'omamori della terza vittima, il segretario parlamentare Masaaki Okakura, e cerca di mettere fuori gioco Conan per portarlo al capo e dimostrare che Gin ha fallito nel tentativo di eliminare Shinichi Kudo. In questo modo Irish vuole vendicare la morte di Pisco, che lui considerava e rispettava come un padre. Interviene però Ran che, recatasi nella torre per cercare Conan, lotta contro il criminale. Anche la ragazza viene sconfitta e Irish porta Conan sul tetto, dove un elicottero dell'organizzazione li sta aspettando. Quando Gin vede che Irish ha recuperato la memory card ordina a Chianti di ucciderlo. Irish muore facendo da scudo a Conan con il suo corpo, ma Gin nota che sul tetto c'è ancora qualcuno e ordina a Vodka di sparare con la mitragliatrice dell'elicottero su tutta la punta della torre per tentare di eliminare l'ultimo testimone. Conan, grazie alle bretelle elastiche costruite da Agasa, riesce a lanciarsi a un piano inferiore e al contempo a colpire l'elicottero dei nemici, provocando lo scoppio del motore. I componenti dell'organizzazione sono costretti a battere in ritirata, riuscendo a mettersi in salvo prima che l'elicottero esploda e si schianti al suolo.
Alla fine, la polizia non è stata in grado di scoprire la vera identità di Irish e Conan non può dire niente, ma ricorda le sue ultime volontà di non smettere mai di dar loro la caccia, e ora ha un altro motivo per combattere l'organizzazione fino al giorno in cui la distruggerà.

## Colonna sonora
La sigla finale è PUZZLE, di Mai Kuraki. È stata pubblicata come singolo in una doppia A-side insieme a REVIVE, che è stata utilizzata come venticinquesima sigla di apertura negli episodi da 521 a 529.

## Distribuzione

### Versione italiana
In Italia il film è stato solo trasmesso in televisione, in una versione divisa in cinque parti da venti minuti circa e in una versione intera, entrambe senza censure video e con lo stesso doppiaggio, che presenta alcune censure su termini come "morire" e "uccidere" resi con "perdere la vita" ed "eliminare". Il doppiaggio italiano è stato eseguito dalla Merak Film e diretto da Graziano Galoforo su dialoghi di Marina Mocetti Spagnuolo e Laura Brambilla.
La versione divisa in cinque parti è stata trasmessa su Italia 2 dal 18 al 22 giugno 2012, alle ore 20.48. Questa versione non ha l'introduzione che riassume l'inizio della storia del manga, presente in ogni film seppur con qualche differenza. L'epilogo, che nell'originale si trova dopo la sigla finale, è stato collocato prima di essa. In questa versione è stata utilizzata come sigla di apertura e chiusura di ogni parte la prima sigla italiana, Detective Conan di Giorgio Vanni, con le immagini della sigla di apertura dell'episodio speciale 479, in cui sono presenti quindi anche alcuni personaggi comparsi solo in quell'episodio. Per la prima parte della sigla finale le immagini sono spostate sulla destra e i titoli internazionali in inglese scorrono su sfondo nero sulla parte sinistra dello schermo.
La versione intera è andata in onda sempre su Italia 2 il 3 ottobre 2012. Questa versione come l'originale non ha sigla iniziale, e mantiene l'introduzione, la sigla finale originale e l'epilogo collocato dopo di essa. La sigla finale ha le immagini originali con i titoli internazionali in inglese e sono stati aggiunti i crediti italiani riguardanti il doppiaggio, spostando le immagini sulla parte sinistra dello schermo nella prima parte della sigla per inserirli su sfondo nero sulla parte destra.

### Edizioni home video
In Giappone il film è stato pubblicato da Being con l'etichetta B-vision in DVD e Blu-ray Disc, entrambi usciti il 25 novembre 2009. Esistono due edizioni in DVD, la Standard Edition (スタンダード・エディション?, Sutandādo Edishon) in un unico disco e la Special Edition (スペシャル・エディション?, Supesharu Edishon) in due dischi, quest'ultima contenente anche il Magic File 3 fra i contenuti del secondo disco. Vi è invece una sola edizione in Blu-ray Disc, a disco singolo e senza il Magic File 3. In Italia non è mai stato pubblicato per l'home video.

## Accoglienza
Il film ha incassato 3 miliardi e 500 milioni di yen, classificandosi al sesto posto dei film giapponesi con il maggior incasso in patria nel 2009. Il film è stato nominato per gli Awards of the Japanese Academy del 2010 nella categoria animazione, in cui ha poi vinto Summer Wars.

## Versione a fumetti
Con i fotogrammi del film è stato prodotto un anime comic, pubblicato in un'edizione in due volumi e poi in volume unico. L'edizione in due volumi è intitolata Gekijōban anime comic - Meitantei Conan - Shikkoku no chaser (劇場版アニメコミック 名探偵コナン 漆黒の追跡者（チェイサー）?, Gekijōban anime komikku - Meitantei Konan - Shikkoku no cheisā, "Detective Conan - L'inseguitore corvino - Anime comic del film"); la "prima parte" (上?, jō) è stata pubblicata da Shogakukan il 18 novembre 2009 (ISBN 978-4-09-122057-8), la "seconda parte" (下?, ge) il 18 dicembre dello stesso anno (ISBN 978-4-09-122058-5). L'edizione in volume unico è intitolata Gekijōban Meitantei Conan - Shikkoku no chaser (劇場版 名探偵コナン 漆黒の追跡者（チェイサー）?, Gekijōban Meitantei Konan - Shikkoku no cheisā, "Detective Conan - Il film - L'inseguitore corvino") ed è stata pubblicata sempre da Shogakukan il 12 aprile 2012 (ISBN 978-4-09-123615-9).
Un manga di dodici capitoli tratto dal film e con lo stesso titolo, disegnato da Yutaka Abe e Denjirō Maru, disegnatori anche di alcuni volumi di Detective Conan Special Cases, è stato pubblicato sulla rivista Shōnen Sunday Super dal 25 gennaio 2013 al 24 marzo 2014. con una pausa da agosto a ottobre 2013 per pubblicare Lupin III vs Detective Conan Il manga è stato raccolto in tre tankōbon, pubblicati da Shogakukan rispettivamente il 18 giugno 2013 (ISBN 978-4-09-124327-0), il 17 gennaio 2014 (ISBN 978-4-09-124557-1) e il 18 aprile 2014 (ISBN 978-4-09-124622-6).